# Glacier de Bellecôte
Pour les articles homonymes, voir Bellecôte.
Ne doit pas être confondu avec Glacier du Midi de Bellecôte.
Le glacier de Bellecôte est un glacier de France situé en Savoie, en Tarentaise, sous le sommet de Bellecôte.

## Géographie
Il se trouve sur la face occidentale du sommet de Bellecôte dans le massif de la Vanoise, juste au nord du glacier de la Chiaupe, sur le territoire communal de Champagny-en-Vanoise et sur le bassin versant du Doron de Champagny qui s'écoule vers le sud.

## Histoire
À partir de 1978, le domaine skiable de la Plagne s'étend sur le glacier avec trois pistes de ski desservies par le télésiège de la Traversée,. Ce secteur — le plus éloigné de la station avec les pistes sur le glacier de la Chiaupe — est accessible depuis Belle Plagne via la télécabine de la Roche de Mio, la télécabine de Bellecôte et le télésiège de la Traversée. Le ski d'été est également pratiqué sur le glacier entre 1979 et les années 1990.
En raison du retrait des glaciers et de la fonte prononcée du pergélisol au cours des années 2010 et 2020, la station prend la décision de réduire la taille de son domaine skiable en désinstallant ses remontées et pistes des deux glaciers en 2022 et 2023,. Dans le cadre du réaménagement de ce secteur de la station, la télécabine de Bellecôte vieillissante est en partie démontée et reconstruite sur un nouveau tracé : si le premier tronçon de la roche de Mio au col de la Frête ou de la Chiaupe conserve un tracé identique, le second tronçon ne se dirige plus vers le glacier de la Chiaupe mais vers celui de Bellecôte en atteignant son front glaciaire à 3 050 mètres d'altitude ce qui permet de continuer à desservir les trois pistes de ski du télésiège de la Traversée ; la nouvelle remontée prend le nom de télécabine des Glaciers. Depuis 2023, le glacier de Bellecôte se retrouve ainsi vierge de toute installation humaine dont la présence à ses abords se limite à la gare d'arrivée de la télécabine des Glaciers à ses pieds.

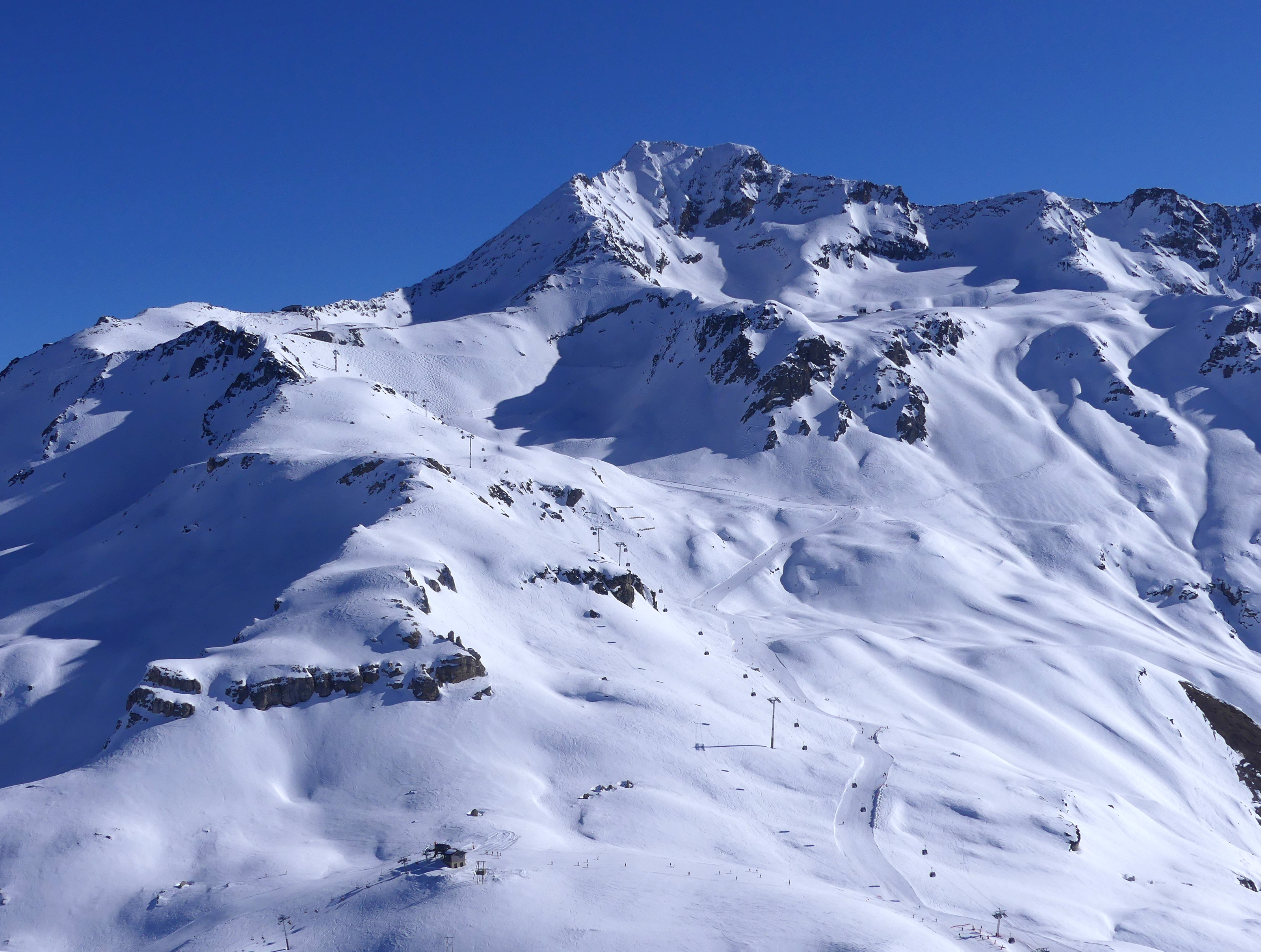
Vue depuis la roche de Mio à l'ouest du sommet de Bellecôte avec la télécabine des Glaciers se dirigeant vers le pied du glacier de Bellecôte ; le glacier de la Chiaupe est situé sous le sommet à droite.